# Anthophora excelsior
Anthophora excelsior är en biart som beskrevs av Embrik Strand 1916. Anthophora excelsior ingår i släktet pälsbin, och familjen långtungebin. Inga underarter finns listade i Catalogue of Life.